# منفجة

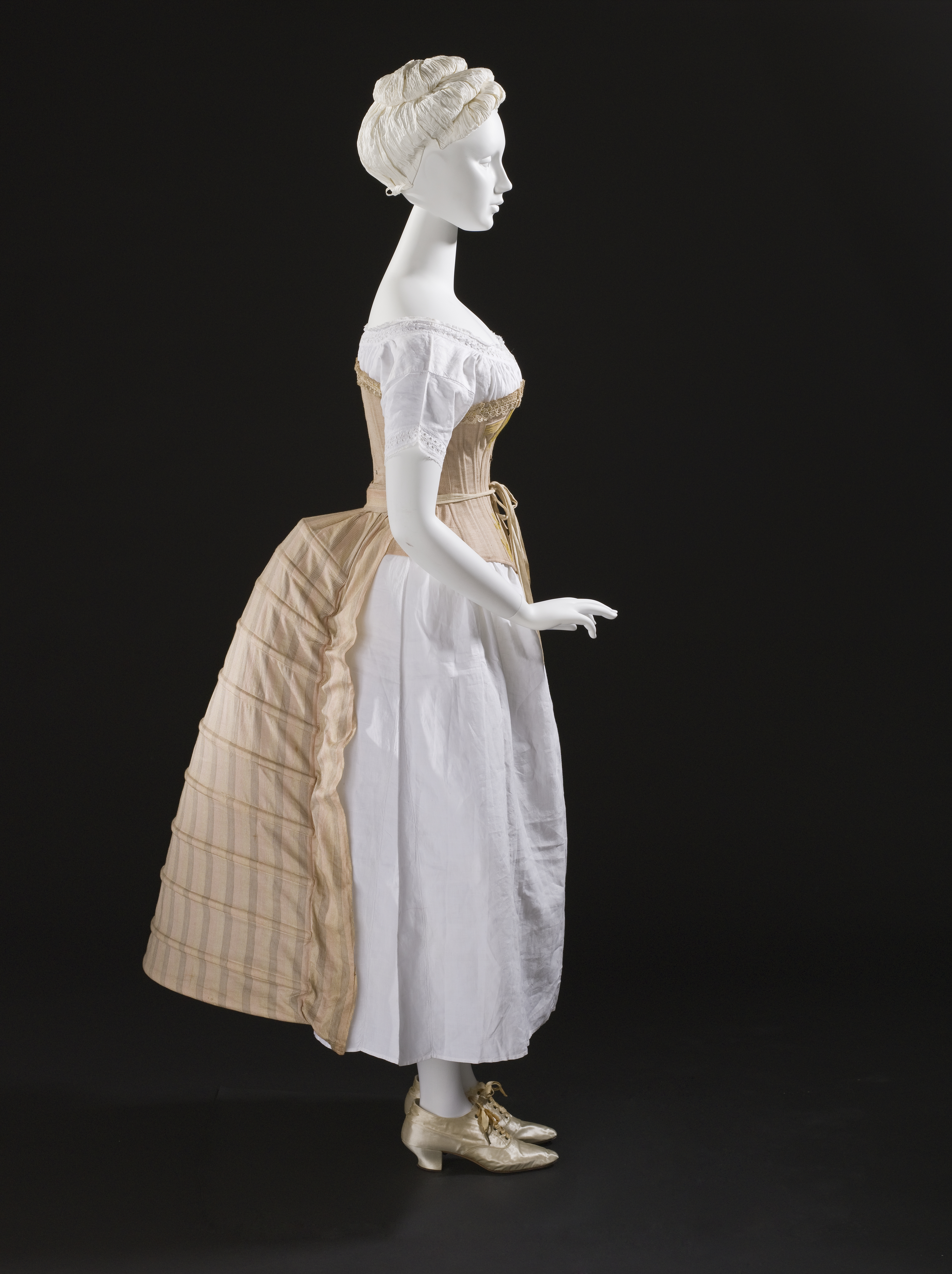
منفجة

المنفجة أو العِجَازَة أو العِظامة أو العُظامة هي قطعة ملابس نسائية على هيئة إطار أو هيكل أو شيء كالوسادة تعظم به المرأة عجيزتها.
انتشر لبس المنفجة في أواسط إلى أواخر القرن التاسع عشر في أوروبا، وكانت تلبس عادة تحت التنورة وفي الخلف، وتخدم كالحشوة في رفع مؤخرة الثوب عن الأرض.